# Formula One 2002
Formula One 2002 – gra sportowa o tematyce Formuły 1 wydana 1 listopada 2002 roku w Europie oraz w Japonii 1 stycznia 2003 roku przez SCEE.

## Odbiór gry
Serwis Eurogamer dał grze 6 punktów na 10. Agregator GameRankings dał grze 74,69 na 100 punktów.